# Halo Ziemia (album)
Halo Ziemia – debiutancki album Filipa Laty, wydany 5 października 2018 roku. Album dotarł do 34. miejsca polskiej listy przebojów OLiS.

## Lista utworów
| Nr  | Tytuł utworu                            | Długość |
| --- | --------------------------------------- | ------- |
| 1.  | „Halo Ziemia”                           | 3:04    |
| 2.  | „Moment”                                | 3:38    |
| 3.  | „100 (gościnnie: Sound’n’Grace)”        | 3:15    |
| 4.  | „Krawiec”                               | 3:15    |
| 5.  | „Akapity”                               | 3:04    |
| 6.  | „Gdy masz miłość”                       | 3:25    |
| 7.  | „Paradoksalnie”                         | 3:38    |
| 8.  | „Zanim nas policzysz (gościnnie: Jula)” | 3:34    |
| 9.  | „Ogień”                                 | 3:18    |
| 10. | „Piątek noc”                            | 3:36    |
| 11. | „Czy chcesz czy nie”                    | 2:57    |
| 12. | „Królowa”                               | 3:26    |
| 13. | „Szmaragdy”                             | 3:47    |
| 14. | „Kiedy pytasz”                          | 3:26    |
|     |                                         | 47:23   |

## Pozycja na liście sprzedaży
| Kraj   | Lista sprzedaży (2018)    | Najwyższa pozycja |
| ------ | ------------------------- | ----------------- |
| Polska | Oficjalna Lista Sprzedaży | 34                |